# Eruzione dell'Etna del 1832
L'eruzione dell'Etna del 1832 ebbe inizio il 31 ottobre. Si sviluppò da una frattura che dalla quota di 2.900 m giungeva fino ai 1.700 m. Le lave minacciarono direttamente l'abitato di Bronte.

## Fasi eruttive
L'eruzione ebbe inizio il 31 ottobre del 1832 dopo una serie di scosse telluriche che preludevano all'apertura di una lunga fenditura sul fianco occidentale del vulcano che partendo dai 2.900 m di quota s.l.m. si propagò fino a quota 1.700 m s.l.m. La colata lavica che proruppe si diresse verso nord-ovest puntando verso Bronte. Vari e vani furono i tentativi degli abitanti che cercarono in tutti i modi di deviare il flusso a mezzo di muraglioni improvvistati e altri metodi. La colata si arrestò tuttavia prima di colpire le abitazioni.